# Phenacoccus lotearum
Phenacoccus lotearum är en insektsart som beskrevs av Mckenzie 1960. Phenacoccus lotearum ingår i släktet Phenacoccus och familjen ullsköldlöss. Inga underarter finns listade i Catalogue of Life.